# 주위천
주위천(Zhu Yuchen, 1979년 2월 27일 ~ )은 영화배우, 텔레비전 배우이다.
상하이시에서 태어났다.

## 방송
- 반공특전대
- 별규아형제
- 설황적애인
- 냉풍폭
- 소부처시대

## 영화
- 쌍식기 (2008년)
- 대주소병 (2007년)